# HD 10180 d
HD 10180 d è un pianeta extrasolare che orbita intorno alla stella di tipo solare HD 10180 distante circa 128 anni luce dalla Terra, nella costellazione dell'Idra Maschio.

## Scoperta
HD 10180 d fu scoperto il 24 agosto 2010 da un gruppo di ricerca guidato da Christophe Lovis, dell'università di Ginevra, che individuò i vari componenti del sistema utilizzando lo spettrografo HARPS. Il team individuò HD 10180 d, insieme a HD 10180 c, HD 10180 e, HD 10180 f, HD 10180 g e ad HD 10180 h, non confermando però l'oggetto HD 10180 b.
I pianeti sono stati rilevati utilizzando lo spettrografo HARPS, in collaborazione con il telescopio ESO di 3,6 metri a La Silla in Cile, utilizzando la spettroscopia Doppler.

## Parametri orbitali

Rappresentazione delle orbite dei sette pianeti. L'orbita contrassegnata dalla lettera d è quella corrispondente a HD 10180 d.

HD 10180 d è un pianeta extrasolare gigante gassoso avente una massa pari a circa dodici volte quella terrestre, cioè pari a trentasette millesimi della massa gioviana.
Al momento sapere dati quali periastro ed afastro, raggio e magnitudini, non è possibile poiché una massa minima planetaria può essere attualmente ottenuta e l'inclinazione dei pianeti non è nota.
Il pianeta dista circa venti milioni di chilometri dalla stella, e percorre l'orbita intorno all'astro madre in circa sedici giorni e nove ore.

### Generiche
- Gigante gassoso
- Pianeta extrasolare

### Riferite al sistema
- HD 10180
- HD 10180 c